# Красное Знамя (Дмитровский район)
Кра́сное Зна́мя — посёлок в Дмитровском районе Орловской области. Административный центр Столбищенского сельского поселения.

## География
Расположен в 15 км к северо-востоку от Дмитровска у одного из истоков реки Неруссы. Высота над уровнем моря — 243 м.

## История
В 1926 году в посёлке было 23 двора, проживало 127 человек (65 мужского пола и 62 женского). В то время Красное Знамя входило в состав Столбищенского сельсовета Лубянской волости Дмитровского уезда. С 1928 года в составе Дмитровского района. В 1937 году в посёлке было 22 двора. Во время Великой Отечественной войны, с октября 1941 года по август 1943 года находился в зоне немецко-фашистской оккупации. Бои в районе посёлка велись в марте и в конце июля — начале августа 1943 года. 18 июля 1975 года административный центр Столбищенского сельсовета был перенесён из села Столбище в посёлок Красное Знамя.

## Население
| Годы      | 1926 | 1981 | 2000 | 2002 | 2010 |
| --------- | ---- | ---- | ---- | ---- | ---- |
| Население | 127  | ≈130 | 212  | 205  | ↘199 |

## Персоналии
- Максимкин, Александр Николаевич (р. в 1955 г.) — глава Дмитровского района в 2011—2016 годах. Родился в п. Красное Знамя[10].

## Экономика
В посёлке действует СПК «Нерусса».